# SSIM
Индекс структурного сходства (SSIM от англ. structure similarity) является одним из методов измерения схожести между двумя изображениями. SSIM-индекс это метод полного сопоставления, другими словами, он проводит измерение качества на основе исходного изображения (не сжатого или без искажений). SSIM-индекс является развитием традиционных методов, таких как PSNR (peak signal-to-noise ratio) и метод среднеквадратичной ошибки MSE, которые оказались несовместимы с физиологией человеческого восприятия.
Отличительной особенностью метода, помимо упомянутых ранее (MSE и PSNR), является то, что метод учитывает «восприятие ошибки» благодаря учёту структурного изменения информации. Идея заключается в том, что пиксели имеют сильную взаимосвязь, особенно когда они близки пространственно. Данные зависимости несут важную информацию о структуре объектов и о сцене в целом.
SSIM метрика рассчитана на различные размеры окна. Разница между двумя окнами {\displaystyle x} и {\displaystyle y} имеющими одинаковый размер N×N:
{\displaystyle {\text{SSIM}}(x,y)={\frac {(2\mu _{x}\mu _{y}+c_{1})(2\sigma _{xy}+c_{2})}{(\mu _{x}^{2}+\mu _{y}^{2}+c_{1})(\sigma _{x}^{2}+\sigma _{y}^{2}+c_{2})}},}
где
- {\displaystyle \mu _{x}} — среднее {\displaystyle x},
- {\displaystyle \mu _{y}} — среднее {\displaystyle y},
- {\displaystyle \sigma _{x}^{2}} — дисперсия {\displaystyle x},
- {\displaystyle \sigma _{y}^{2}} — дисперсия {\displaystyle y},
- {\displaystyle \sigma _{xy}} — ковариация {\displaystyle x} и {\displaystyle y},
- {\displaystyle c_{1}=(k_{1}L)^{2}}, {\displaystyle c_{2}=(k_{2}L)^{2}} — две переменных:
  - {\displaystyle L} — динамический диапазон пикселей (обычно {\displaystyle 2^{\text{(bits per pixel)}}-1}),
  - {\displaystyle k_{1}=0{,}01} и {\displaystyle k_{2}=0{,}03} — константы.

Приведённая формула применима только для яркости изображения, по которой и происходит оценка качества. Полученный SSIM-индекс лежит в пределах от −1 до +1. Значение +1 достигается только при полной аутентичности образцов. Как правило, метрика рассчитана на окно размером 8×8 пикселей. Окно может смещаться через пиксель, но специалисты рекомендуют использовать группы окон для уменьшения сложности вычислений.
Структурные отличия (DSSIM от англ. Structural dissimilarity) можно выразить через SSIM-метрику:
{\displaystyle {\text{DSSIM}}(x,y)={\frac {1-{\text{SSIM}}(x,y)}{2}}.}

## Внешние источники
- (en) Домашняя страница
- (en) Исполнение на языке Rust
- (en) Исполнение на языке C/C++
- (en) Реализация DSSIM на языке C++
- (en) Реализация Криса Ломонта на C#
- (en) qpsnr implementation (multi threaded C++)